# DJ Cassidy
Cassidy Durango Milton Willy Podell (geboren in 1981), ook wel bekend als DJ Cassidy, is een dj uit New York. Cassidy heeft veel gewerkt voor beroemdheden. Zo was hij betrokken bij de viering van de 50ste verjaardag en de eerste inauguratie van Barack Obama in 2009. Ook speelde hij in 2008 op de bruiloft van Beyoncé en Jay-Z.

## Biografie
Podell werd geboren in New York en was van kleins af aan al geïnteresseerd in het werk van dj's. Voor zijn 10de verjaardag vroeg hij aan zijn ouders twee draaitafels en een mengpaneel. Daarna ging hij aan de slag op tienerfeestjes, schoolfeesten en talentenjachten. In zijn laatste jaar van de middelbare school speelde hij in nachtclubs in New York. In 1999 ging hij studeren aan de George Washington University, hij vervolgde later zijn studie aan de New York University, waar hij in 2003 afstudeerde in de sociologie.

## Carrière

### 2008-'12: Het begin
Hij is ontdekt door Sean "Diddy" Combs tijdens het werken in een club in Manhattan. Volgens Forbes speelde Cassidy 200 keer in 2011 en verdiende daarmee soms 100.000 dollar per nacht. Hij trad op tijdens de bruiloften van Beyoncé, Jennifer Lopez en Kim Kardashian, President Obama's eerste inauguratie, zijn en Michelle Obama's 50ste verjaardag, maar ook feesten voor Oprah Winfrey en Anna Wintour. Cassidy staat bekend om zijn fel gekleurde smokings, vaak in roze en groen, en zijn handelsmerk, een gouden microfoon.

### 2014:Paradise Royale
Cassidy's eerste album, Paradise Royale, wordt in 2014 verwacht bij Columbia Records.
Cassidy werkt op dit album samen met een vioolsectie van 14 man en 22 bekende muzikanten, waaronder Nile Rodgers van Chic en Ray Parker Jr.. Daarnaast zijn er bijdragen van Mary J. Blige, Chromeo, Estelle, Melanie Fiona, CeeLo Green, R. Kelly, John Legend, Ne-Yo, Kelly Rowland, Passion Pit en Usher. De eerste single, "Calling All Hearts," gezongen door Robin Thicke en Jessie J, is uitgebracht in de VS op iTunes in februari 2014.
Paradise Royale was vier jaar in de maak.

## Discografie

### Singles
| Jaar | Titel                                                      | Hitnotering | Hitnotering | Album           |
| Jaar | Titel                                                      | UK          | US R&B      | Album           |
| ---- | ---------------------------------------------------------- | ----------- | ----------- | --------------- |
| 2014 | "Calling All Hearts" (featuring Jessie J and Robin Thicke) | 6           | —           | Paradise Royale |
| 2014 | "Make The World Go Round" (featuring R. Kelly)             | —           | —           | Paradise Royale |